# シグネチャーバンク
シグネチャーバンク（Signature Bank）は、かつて存在した、アメリカ合衆国ニューヨーク州ニューヨークに本社を置く商業銀行である。
2023年3月12日に破綻し、米連邦預金保険公社(FDIC)の管理下に置かれた。シグネチャー・バンク、シグネチャー銀行とも表記される。略称はシグネチャー。
ニューヨーク州をはじめ、コネチカット州、カリフォルニア州、ネバダ州、ノースカロライナ州の各州に40のオフィスを持っていた。銀行業務に加えてアメリカ国内事業では、商業用不動産、プライベートエクイティ、モーゲージサービス、ベンチャーバンキングなどのサービスを提供していた。設備融資および投資サービスを提供する子会社を有していた。2022年末の時点で、銀行の総資産は1,104億ドル、預金は826億ドルだった。 2021年の時点で、652億5000 万ドルの融資残高があった。

## 概要
HSBCによる買収を受けた、リパブリック・ナショナル・バンク・オブ・ニューヨークの元役員と従業員によって2001年に設立された。ほとんどの期間、ニューヨーク市にのみオフィスを構えていた。
シグネチャーバンクは、貸付と預金に重点を置いたビジネス、および個人の銀行商品とサービスを提供していた。特に、富裕層のクライアントに焦点を当て、彼らとの個人的な関係を構築している点が特徴的であった。2010年代後半に、拠点網拡大とサービスの拡大をはじめ、2018年の仮想通貨事業参入の決定で注目を集めた。2021年までには、仮想通貨事業が預金の30%を占めるまでになった。
経営破綻から1週間が経った3月19日、FDICはブリッジバンクと預金のほぼ全額、および 40の支店をニューヨーク・コミュニティ・バンコープ(NYBC)に売却。子会社のフラグスターバンクに吸収された。一方、FDICは引き続き、シグネチャーバンクの約600億ドルの融資債権と40億ドル相当の預金を管理下に置くことになった。

### 特徴と事業内容
チームモデルを活用し、証券会社や投資銀行のような成果主義ベースで給与の支払いを行う形態を採用していた。2015年時点では150人近くの幹部行員がデパオロCEOの直属の部下であり、CEO以上の収入を得ていた者もいた。こうした形態を採用したために、顧客に忠実な銀行だという評判を育むことに成功し、その結果、顧客の流出を防ぐことに成功していた。アーヴ・ゴッティは、2005年にマネーロンダリングの罪での裁判の期間中からシグネチャーの顧客となった。ゴッティは有罪判決を受けていなかったものの、他行は口座の維持を拒否していたことが理由である。
2022年段階で国内事業は、商業用不動産融資、非公開株投資家向けのファンドバンキング、テクノロジー業界向けのベンチャーバンキング、専門のモーゲージバンキング、コーポレートモーゲージファイナンスの9種類を展開していた。特にファンドバンキング事業は急速な成長源となっており、設立から4年後には最大の資産を占めていた上、2021年末には銀行のローンポートフォリオの41%を占めていた。
これら銀行としての事業の他に、2つの子会社がサービスを提供しており、投資顧問会社であるシグネチャー・セキュリティーズ・グループ・コーポレーションと、リース部門であるシグネチャー・フィナンシャル(LLC)を傘下に有していた。
|            | 2007  | 2008  | 2009  | 2010  | 2011  | 2012  | 2013  | 2014  | 2015  | 2016  | 2017  | 2018  | 2019  | 2020  | 2021  | 2022  |
| ---------- | ----- | ----- | ----- | ----- | ----- | ----- | ----- | ----- | ----- | ----- | ----- | ----- | ----- | ----- | ----- | ----- |
| 収益       | 0.311 | 0.351 | 0.421 | 0.509 | 0.623 | 0.697 | 0.787 | 0.959 | 1.144 | 1.360 | 1.506 | 1.732 | 1.973 | 2.007 | 2.311 | 3.711 |
| 当期純利益 | 0.027 | 0.043 | 0.063 | 0.102 | 0.150 | 0.185 | 0.229 | 0.297 | 0.373 | 0.396 | 0.387 | 0.505 | 0.586 | 0.528 | 0.918 | 1.337 |
| 総資産     | 5.845 | 7.192 | 9.146 | 11.67 | 14.67 | 17.46 | 22.38 | 27.32 | 33.45 | 39.05 | 43.12 | 47.36 | 50.59 | 73.89 | 118.4 | 110.4 |
| 純資産     | 0.426 | 0.698 | 0.804 | 0.945 | 1.408 | 1.650 | 1.800 | 2.496 | 2.892 | 3.612 | 4.032 | 4.407 | 4.745 | 5.827 | 7.841 | 8.013 |

### 仮想通貨
2018年に仮想通貨事業へ参入を決定して以降、仮想通貨は破綻までの最後の数年間の最重要ビジネスとなり、シグネチャーのような銀行のサービスを利用する、仮想通貨企業の信頼性向上に貢献していた。 2021年には、その預金の16パーセント以上が仮想通貨関連であり、2023年2月までに30パーセントに上昇した。これらの取引の促進によって、1年強で株価は1株あたり75ドルから375ドルまで上昇した。
シグネチャーの仮想通貨ビジネスの中核は、承認されたクライアント向けに2019年に開設された支払いネットワーク、Signet であった。これにより、Rippleと同様に、第三者や取引手数料なしで、ブロックチェーンを介したリアルタイム決済が可能になった。2020年末までに、740のクライアントが Signetを使用しており、また2022年の年次報告書では、給与処理および物流関連においても利用されているとしていた。
しかし後々、こうした経営戦略の影響で「仮想通貨銀行」であるというイメージを持たれて、リスクを危険視されるようになったため、デパオロCEOは、2022年7月のフィナンシャル・タイムズのインタビューでは、その払拭につとめ、その後も仮想通貨関連の預金を積極的に削減する戦略を取り始めた。その結果として、仮想通貨関連の顧客と、金利の上昇にあわせて他行の口座より高い利回りを求めていた、ニューヨークのプライベートバンキングの顧客とで均等に分かれていた顧客層から、預金が流出していく事態になった。フィナンシャル・タイムズの報道によると、一部の投資家はその資金の流動性について「たとえば、シグネチャーは12の最大の仮想通貨ブローカーのうち、8つとの取引を行い預金を得ているため、信用危機で業界が崩壊した場合、急速な預金流出が起こる可能性がある」と匿名で懸念を表明した。これに対応して、シグネチャーは仮想通貨部門への依存度を減らし、関連する約15億ドルの預金を押し出した。
シグネチャーで空売りを行っていたマーク・コホーズは、2023年1月に司法省に送った手紙の中で、杜撰な手続きのために「たとえ無意識とはいえども、数え切れないほどの違法な仮想通貨取引を促進する役割を果たしている」と警告した、とフィナンシャル・タイムズは報じた。
その後の経営破綻を分析するにあたり、FDICの報告書では、シグネチャーバンクの旧経営陣が、仮想通貨ビジネスによって従来の顧客にリスクが発生する可能性を十分に認識していなかったと強調された。

## 歴史

### 設立
2001年5月1日に、社長兼最高経営責任者(CEO)であるジョセフ・J・デパオロ、取締役会会長のスコット・A・シェイ、副会長のジョン・タンバーレーンによって設立された。デパオロとタンバーレーンは、前年のHSBCによる買収の後、リパブリック・ナショナル・バンク・オブ・ニューヨークを離れ、会社を興した。
25万ドルの資産を持つような裕福な顧客や、中間層のビジネスマン向けの事業展開を見据え、ニューヨークに6つの支店が同時に開設された。実際に、デパオロは事業のターゲットを「ブルックリンで事業をはじめ、現在2000万ドルの価値がある男」としていた。 また、当初はイスラエルのハポアリム銀行の子会社であり、6000万ドル以上の初期資本の提供を受けた。最初の従業員の中には、設立数日前の4月27日に、リパブリック・ナショナル・バンク・オブ・ニューヨークを一斉に退職したばかりの元従業員、65人が含まれていた。
設立後のシグネチャーバンクは、2003年2月までに資産が9億5,000万ドルに急成長し、設立からわずか20か月でアメリカの商業銀行の上位 5%にランクインし、利益を上げ始めた。融資額は比較的少なかったほか、リパブリック・ナショナル・バンク・オブ・ニューヨークがのかつての戦略を採用し、資産を利回りの低い商品に投資した。これにより純利ざやは2.8% となり、他の銀行と比べても低くなっていた。

### IPOとその後の成長
2004年3月に新規株式公開（IPO）を完了し、NASDAQでの取引を開始した。ニューヨーク都市圏にフォーカスしたままの状態で、シグネチャーは急速に成長し続け、ニューヨークで最も急成長している上場企業の 1 つになり、ローンの伸びで最も急成長している銀行の1つに数えられるようになった。直近に合併で消滅した銀行から行員を雇い、その顧客を誘い込む戦術をとった。また、顧客との個人的な関係を徹底的に重視し、広告を掲載せず、支店にも看板を設置していなかった。それだけでなく、CEOのデパオロは自身のオフィスにアートを飾ることを「自己満足のしるしである」と拒み、通常はデスクで惣菜の昼食をとっていた。 
2007年から2008年のサブプライムローン問題・リーマン・ショックといった金融危機の間、シグネチャーの「リレーションシップバンキング」とも言うべき独自のスタイルは、融資額と預金額の数年にわたる2桁の増加につながり、金融危機を乗り越えることに成功した。 株式を公開した2004年から2014年にかけて株価は650%上昇し、 S&P 500の10倍の配当を達成、シリコンバレーバンクの親会社であるSVBフィナンシャルグループの2倍の収益を上げた。「Crain's New York Business」は2014年の記事で、「ニューヨークで最も成功した銀行」とまで称賛した。

### 事業拡大

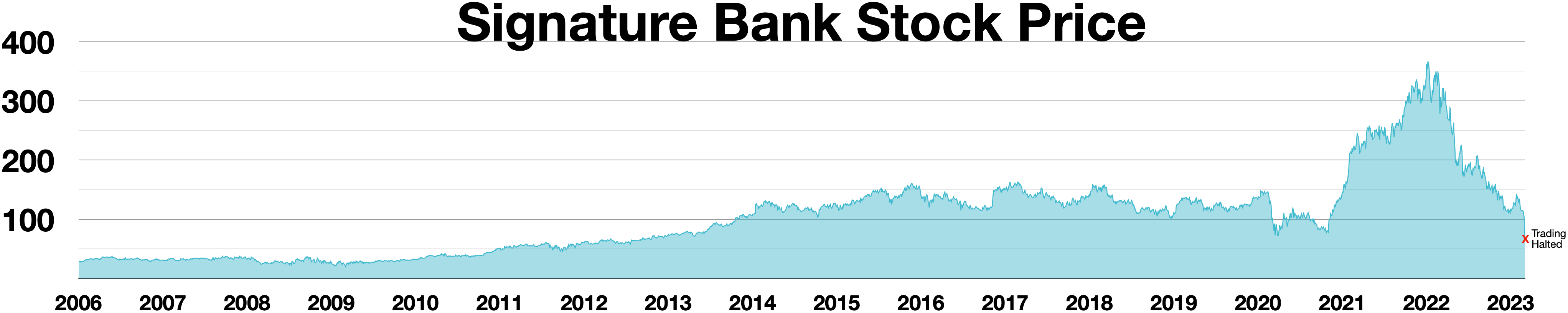
シグネチャーバンクの株価の値動き

2007年からは、多世帯向け融資部門の立ち上げを皮切りに、他の事業分野にも拡大させ始めた。2012年には設備ファイナンスにも参入。さらに、ニューヨーク地域の法律事務所にサービスを提供するという、新たな主要ビジネスを開拓した。こうした融資の増加に伴って、長らく続いた住宅ローン担保証券(RMBS)への依存から脱却した。大きな資本的余裕を確保できたことで、連邦預金保険公社(FDIC) が保証する250,000ドルよりも大きな口座を持つ、多くの預金者を保護できるようになった。 
子会社のシグネチャー・フィナンシャルが展開していたタクシー営業許可証の貸し出し事業は、Uberなどのカーシェアリングプラットフォームの台頭により打撃を受け損失を出すようになったものの、シグネチャーバンク全体は引き続き利益を計上し続け、資産は2017年までに 500億ドルに達した。
2018年には拠点網の拡大に着手し、サンフランシスコに最初の個人向けバンキングオフィスを開設して、西海岸に進出した。デパオロCEOはかつてニューヨークを越えて拡大することに消極的だったが、前年の投資家向け会議でのコメントで市場拡大の扉を開いたのを受けて、方針を転換した。  2020年も、カリフォルニア州南部に拡大を続け、ニューポートビーチ、ウッドランドヒルズ、オンタリオに新しいオフィスを開設した。2022年には、ネバダ州リノのオフィスと、カリフォルニア州シティ・オブ・インダストリーの西海岸オペレーション センターが開設された。
西海岸に加えて、2019年にパックウェスト・バンコープの傘下だった、旧スクエア・ワン・バンクから著名な銀行家のグループを招き、ノースカロライナ州で個人向け事業を開始した。2021年まで、ダーラム・チャペルヒル都市圏で4番目に預金額が大きい銀行だった。
シグネチャーは商業顧客に重点を置いていたため、保険のない預金の割合が常に高く、250,000ドルを超えていた。しかし、この数年間でその傾向に拍車がかかり、無保険預金の割合は、2018 年の63%から 2021年には82% に、閉鎖時には 89.3% に大幅に増加した。

### 末期
2023年2月20日、設立以降の約22年間、CEOを務め続けていたジョセフ・J・デパオロが、3月1日付で辞任し、上級顧問になることが発表された。辞任理由は仮想通貨バブルの崩壊とは関係ないとしている。最高執行責任者(COO)のエリック・ハウエルが後日、デパオロの後任として CEO に就任する予定だった。
ウォール・ストリート・ジャーナルによるその後の分析によると、デパオロ、ハウエル、シェイの3人は、2021年の仮想通貨バブルの際に、シグネチャーバンク株を大量に売却していたことが判明した。 この際にシグネチャーバンクが、証券取引委員会(SEC)ではなくFDICにインサイダー取引報告書を提出した点について、同様の規模の機関においては珍しかったために、注目を集めた。S&P 500に含まれるもう1つの金融機関だったファースト・リパブリック・バンクは、SECにインサイダー取引報告書を提出しなかった。また、提出された報告書の一部には誤った記述があった。

## 経営破綻

### 破綻の経緯

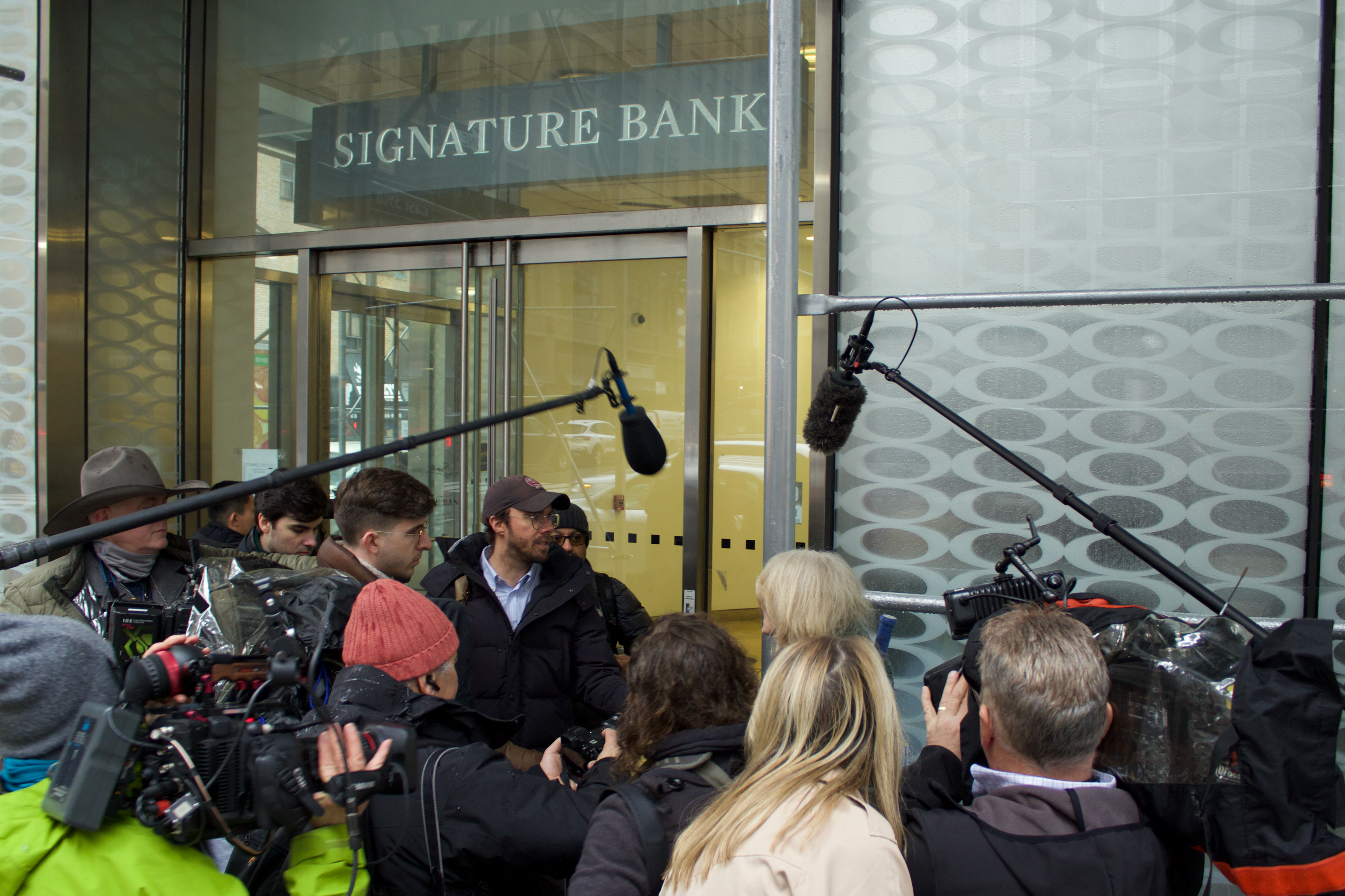
シグネチャーバンクのニューヨークのオフィスを後にする客に、取材するリポーターたち

シリコンバレーバンクの破綻から2日後、2023年3月12日に経営破綻した。これを受けてニューヨーク州金融サービス局(NYDFS)は本行を閉鎖した。シリコンバレーバンクや、本行と同じく仮想通貨を得意としたシルバーゲートバンクが同じ週の初めに閉鎖されたために、不安視した一部の顧客は100億ドル以上の預金を引き出し、その後も預金流出に歯止めがかからなかった。破綻時点で銀行の資産は1,100億ドルで、シリコンバレーバンクの破綻や、2008年のリーマン・ブラザーズ破綻に次いで、破綻当時でアメリカ史上3番目に大きな銀行破綻につながった。
元々、NYDFSはシグネチャーバンクの承継を望んでおり、財務省、連邦準備制度理事会(FRB)、FDICにロビー活動を行い、管理権を引き継いだ。翌日の13日月曜日までに、銀行の先行きを不安視し資産を保護しようとする顧客による、雪崩のような預金流出を防いだり、その日まで売却を済ませることは困難であると判明。預金が急速に失われていたため、ニューヨーク連邦住宅貸付銀行に90分以内に2回資金を要求することを余儀なくされた。この破綻は、金融システムに対するシステミック・リスクと指定され、FDICによる250,000 ドルを超える資金の保証を利用できる可能性を確保するために、特別な措置を講じられるようになった。 NYDFSの報告書は後に、シグネチャーが経営危機の際の規制当局への情報提供が遅れており、しかも受け取ったデータは「一貫性がなく、物理的な面で継続的に変更されていた」と述べている。
FDICは管財人に指名され、すぐにブリッジバンクを設立し、資産売却までの間、運営を行うことになった。CEOには元フィフス・サード・バンコープCEOのグレッグ・カーマイケルを起用した。ニューヨーク州のホウクル知事は、政府によるこの日の措置が「銀行システムの安定性に対する信頼を高める」ことを期待すると表明し、「これらの銀行の預金者の多くは中小企業であり、イノベーション経済をけん引する企業も含まれる。彼らの成功はニューヨーク州の堅固な経済にとって重要だ」と述べた。2022年12月時点では、預金890億ドルの90％が、FDICが保証する最大額を超えており、すべての預金者の預金が補填されるかが焦点となった。また、シグネチャーバンクの株式および債券の保有者は、損失に直面する可能性が出た。

### 急速な崩壊
崩壊は急速に進み、内部関係者を驚かせた。破綻直前の金曜日だった10日に預金が大幅に流出したものの、シグネチャーの幹部は、資本が十分にあり、損失を吸収できると信じていた。取締役だった元下院議員のバーニー・フランクは、シリコンバレーバンクの崩壊をきっかけに、顧客は仮想通貨への過度な依存に懸念を抱き、資金を引き出し、その結果パニックが発生したと指摘し、また、規制当局が具体的に仮想通貨部門を狙っているのではないかと懸念し、「規制当局が非常に強力な反仮想通貨メッセージを送りたかったことが、出来事の一因だと思う」と述べた。下院与党議員のトム・エマーも同様の所感を持ち、彼は FDIC 議長のマーティン・J・グルエンバーグに質問状を送り、銀行システムの安定化を装った、合法的な仮想通貨活動のパージにあたる可能性について尋ねた。
ブルームバーグはこの件に詳しい関係者の話として、シグネチャーバンクは預金の20%、2022 年末の合計で 165億ドルを失っていたと報じた。また、アナリストのクリストファー・ウェーレンは、シグネチャーバンクの失敗は仮想通貨への関与によるものだとし、「ベテラン銀行家による判断の大きな誤り」だとした。取締役を務めた上院議員のアル・ダマートは、仮想通貨事業への集中により、かつてシグネチャーの焦点だった「小さな起業家から目を離した」と述べた。

### 影響
シグネチャーの崩壊は、いくつかの業界に大きな影響を与えた。仮想通貨の発行元であるCircleは、シグネチャーが閉鎖された後、Signetを通じてUSDCステーブルコインを鋳造または償還できないことを顧客に通知した。 また、シグネチャーで2億4000万ドルを保有していたCoinbaseは、顧客によるSignetの使用は銀行の営業時間のみに限定する必要があるとした。 
Crain's New York Businessは、シグネチャーが他のはるかに大きな銀行と並んで、ニューヨーク地域の不動産取引および改修プロジェクトの「最も信頼できる」資金源の 1 つであり、担保ローンの未払い残高330億ドルの大部分を占めているおり、また、賃貸規制物件への融資の主要な企業でもあったことを指摘している。ブロードウェイのあるゼネラルマネージャーは、ハリウッド・リポーターに「シグネチャーは、シティ・ナショナル・バンクと並んで、劇制作で使用される主要な銀行の1つであり、一部のショーでは給与を支払うことができなかった可能性があるため、連邦政府への『お礼状』に値する。」と語った。

### 要因
破綻から2日後の14日、シグネチャーがマネーロンダリングの兆候について顧客の活動を適切に精査しなかったことについて、アメリカ司法省が調査を行っていることが判明した。
4月28日、FDICはその内部レビューである「FDICによるシグネチャーバンクの監督」を発表し、ニューヨーク州金融サービス局も破綻に関する内部レビューを発表した。NYDFSのレポートでは、シグネチャーのリスク管理とコーポレートガバナンスは、2010年代後半から2020年代前半にかけての預金額の増加に見合った成長を遂げていなかったことが指摘され、規制当局は2019年に銀行の流動性スコアを引き下げた。破綻時点で、シグネチャーバンクはアメリカで4番目に大きな無保険の銀行預金額を抱えており、預金の89.3%が無保険だったことや、「仮想通貨銀行」との評判が広がったことが破綻につながったことを強調した上で、「これまで銀行を支えてきた非公式の意思決定プロセスと組織構造は、銀行の規模、複雑さ、およびリスクプロファイルの増大に対応できなくなった」と述べている。 
FDIC の報告書は同様の懸念を指摘し、取締役会と経営陣は「金融機関の規模、複雑さ、およびリスク プロファイルに適した適切なリスク管理慣行と統制を開発および維持することなく、急速で無制限の成長を追求した」と述べている:2。

### 資産売却
3月19日、FDICはブリッジバンクの預金と貸出金を、ニューヨーク・コミュニティ・バンクの親会社であるニューヨーク・コミュニティ・バンコープ(NYBC)が引き受け、3月20日に40の支店が子会社のフラグスターバンクに吸収されることを発表した。
売却する資産には約600億ドルのローンは含めず、引き続きFDICの管理下に置かれることになる。この中には、家賃の値上げを制限する2019年の法改正以降、価値を失っていた家賃規制アパートのローン110億ドルも含まれる。また、預金者に返済されるデジタル資産事業からの約40億ドルの預金も含まれない。 FDICは3月28日に、これらの顧客は4月5日までに資金を引き出して、口座を閉鎖する必要があると発表した。そうでない人は小切手を郵便で受け取ることもできる。
FDICは、シグネチャー破綻による預金保険基金への影響を25億ドルと見積もっている。

## 論争

### トランプ・ファミリーとの関係
2018年7月13日にニューヨーク・タイムズは、シグネチャーバンクがドナルド・トランプやトランプ・ファミリーと、長きにわたって密接な関係にあると報じた。フロリダのゴルフコースの資金調達を支援したほか、娘のイヴァンカ・トランプは、2011年から2013年4月24日に辞任するまでシグネチャーの取締役を務め、2010年代のほとんどの期間、トランプ・ファミリーに関係する人々に融資を提供していたとされる。その後シグネチャーバンクは、2021年1月6日のアメリカ合衆国議会議事堂攻撃を受けて、1月11日にトランプ大統領（当時）が約530万ドルを保有していた２つの個人口座を閉鎖した。これにあわせて、「適切な行動は大統領の辞任だとわれわれは考えている。それが、米国と米国民にとって最良だと思う」との見解を発表し、1月20日の任期満了を前に辞任するよう呼び掛けた。

### ドット＝フランク法に関して
アメリカの政治資金について調査と監視を行う非営利団体、OpenSecretsが集計した連邦選挙委員会のデータによると、 シグネチャーバンクは「経済成長・規制緩和及び消費者保護法案」(いわゆるドット=フランク法改正案)に関連して、多くの上院議員に再選レースのための財政的支援を提供していることが明らかになった。この法案は、2007年から2008年の金融危機後にドット=フランク法によって課せられた規制を緩和し、大きすぎてつぶせないとみなされるしきい値を、500億ドルから2,500億ドルに引き上げるものであり、これによってシグネチャーバンクが金融危機後の監督規則から免除された。シグネチャーのスコット・シェイ会長は、「500億ドルを超える成長のおかげで、巨大な『大きすぎてつぶせない』銀行向けのルールを課すことになるというのはばかげており、受け入れられない」と述べた。 元下院議員 (1981年 - 2013年) であり、シグネチャーの取締役 (2015年 - 2023年) のメンバーでもあるバーニー・フランクは、ドッド・フランク基準の引き上げに賛成すると2018年に表明し、「私が取締役会にいることで、これに関する立場が変わることは全くない。これらの取り組みは、私がシグネチャーバンクに所属し始めるかなり前から始まっていたことだ。」と述べた。

### 住宅に関する融資の問題
2019年、銀行から融資を受けた家主によるテナントへの不当行為により、ニューヨーク都市圏で最大の多世帯貸主の1つだったシグネチャーバンクは複数の抗議を受けた。2019年段階ではこの部門で160億ドルの融資をしており、ニューヨーク・コミュニティ・バンクに次ぐ2番目の規模だった。これらの告発を受けたにもかかわらず、近郊住宅開発協会(ANHD) などからの圧力を受けてシグネチャーは方針転換し、市場金利ではなく現在の賃料でローンを引き受けるようになり、これを受けた翌年、ANHDは低中所得者層のテナントに関連する責任ある融資慣行に対する、銀行のコミットメントを称賛した。